# Działownia
Działownia – zamknięte pomieszczenie do przechowywania sprzętu artyleryjskiego. 
Pomieszczenia te muszą spełniać pewne wymagania. Należą do nich: zabezpieczenie przeciwpożarowe oraz posiadanie odpowiedniej ilości bram wjazdowych. Działownie do przechowywania sprzętu artyleryjskiego wyposażonego w urządzenia elektroniczne, zimą powinny być ogrzewane. Poza przeglądami oraz obsługą technicznego sprzętu, można w ograniczonym stopniu przeprowadzać szkolenie obsługi dział.